# 迪達姆斯山
47°20′47.1″N 10°1′32.2″E / 47.346417°N 10.025611°E

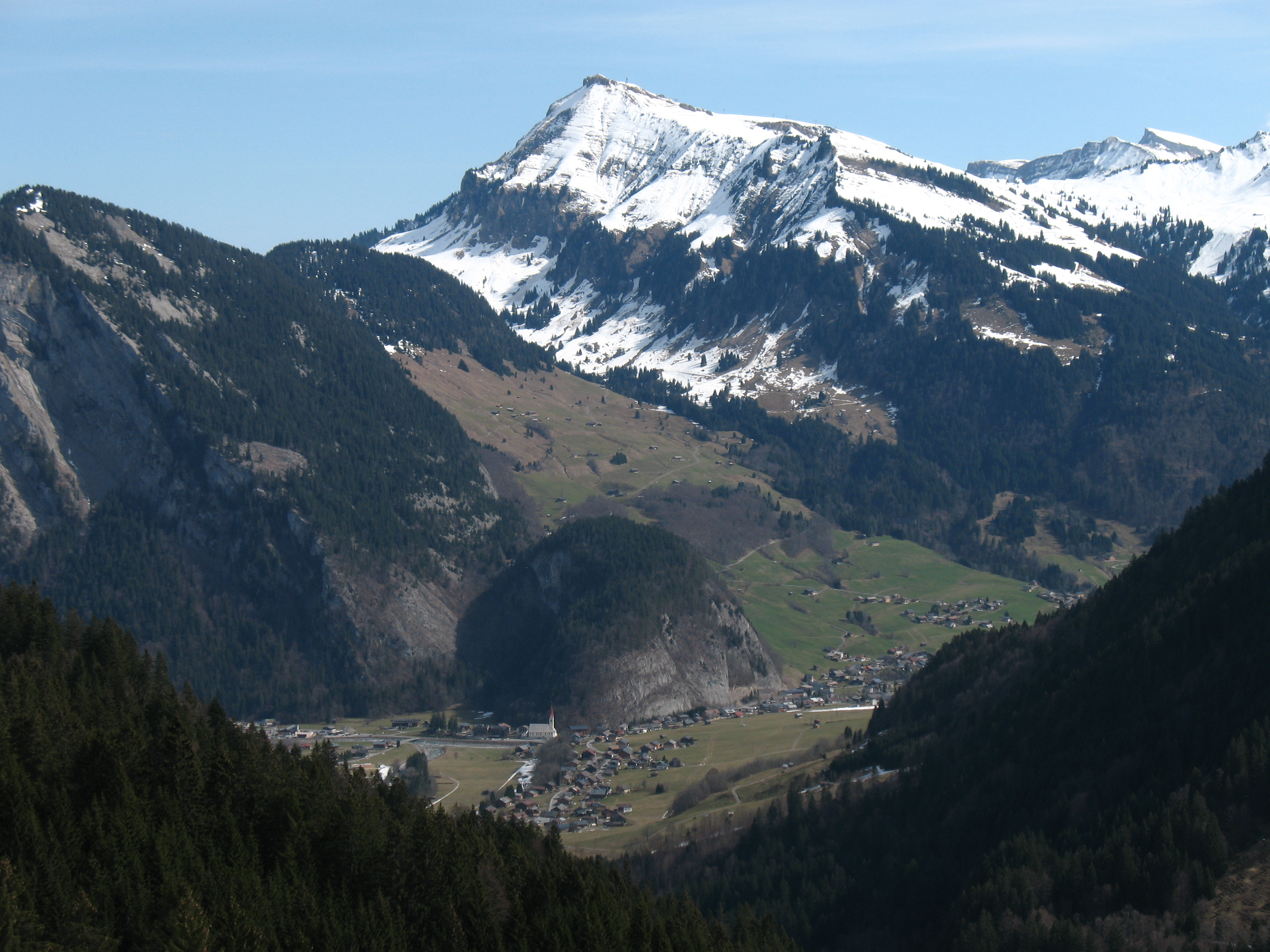

迪達姆斯山（德語：Diedamskopf），是奧地利的山峰，位於該國西部，由福拉爾貝格州負責管轄，屬於阿爾高阿爾卑斯山脈的一部分，距離因辰峰5.4公里，海拔高度2,090米，每年平均降雨量1,730毫米。